# Большой Рой
Большой Рой — село в Уржумском районе Кировской области, административный центр Большеройского сельского поселения.

## География
Находится на правобережье Вятки на расстоянии примерно 34 километра на юго-восток от районного центра города Уржум.

## История
Село известно с 1873 года, когда в ней (тогда деревня Рой Большой) было учтено дворов 63 и жителей 467, в 1905 году (уже в селе) 121 и 720, в 1926 113 и 573 (из них мари 185), в 1950 124 и 405 соответственно, в 1989 797 жителей. Рождество-Богородицкая церковь (деревянная) была построена в 1883 году. 

## Известные люди
Село Большой Рой - родина митрополита Палладия (Шерстенникова)

## Население
Постоянное население  составляло 756 человек (русские 45%, мари 52%) в 2002 году, 617 в 2010.